# David Nieto

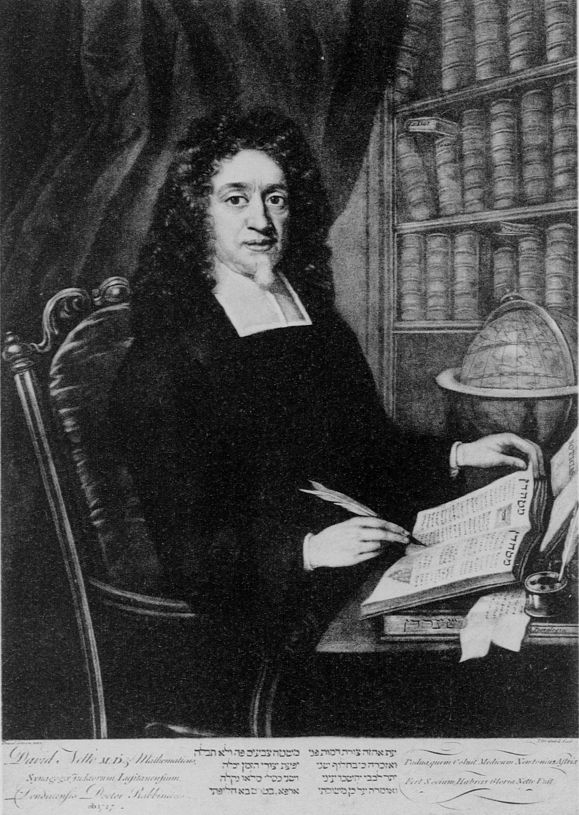
David Nieto

David Nieto (Veneza, 1654 - Londres, 10 de Janeiro de 1728) foi médico, rabino e filósofo judeu, e líder da comunidade sefardita de Bevis Marks de Londres.
Na comunidade londrina de Bevis Marks, onde exerceu funções de rabino de 1701 a 1728, Nieto reuniu à sua volta um importante grupo de intelectuais e propôs uma teologia judaica baseada na síntese entre ciência Newtoniana e religião, numa posição muito paralela à defendida pelos latitudinarians anglicanos.